# Corpus Scriptorum Historiae Byzantinae

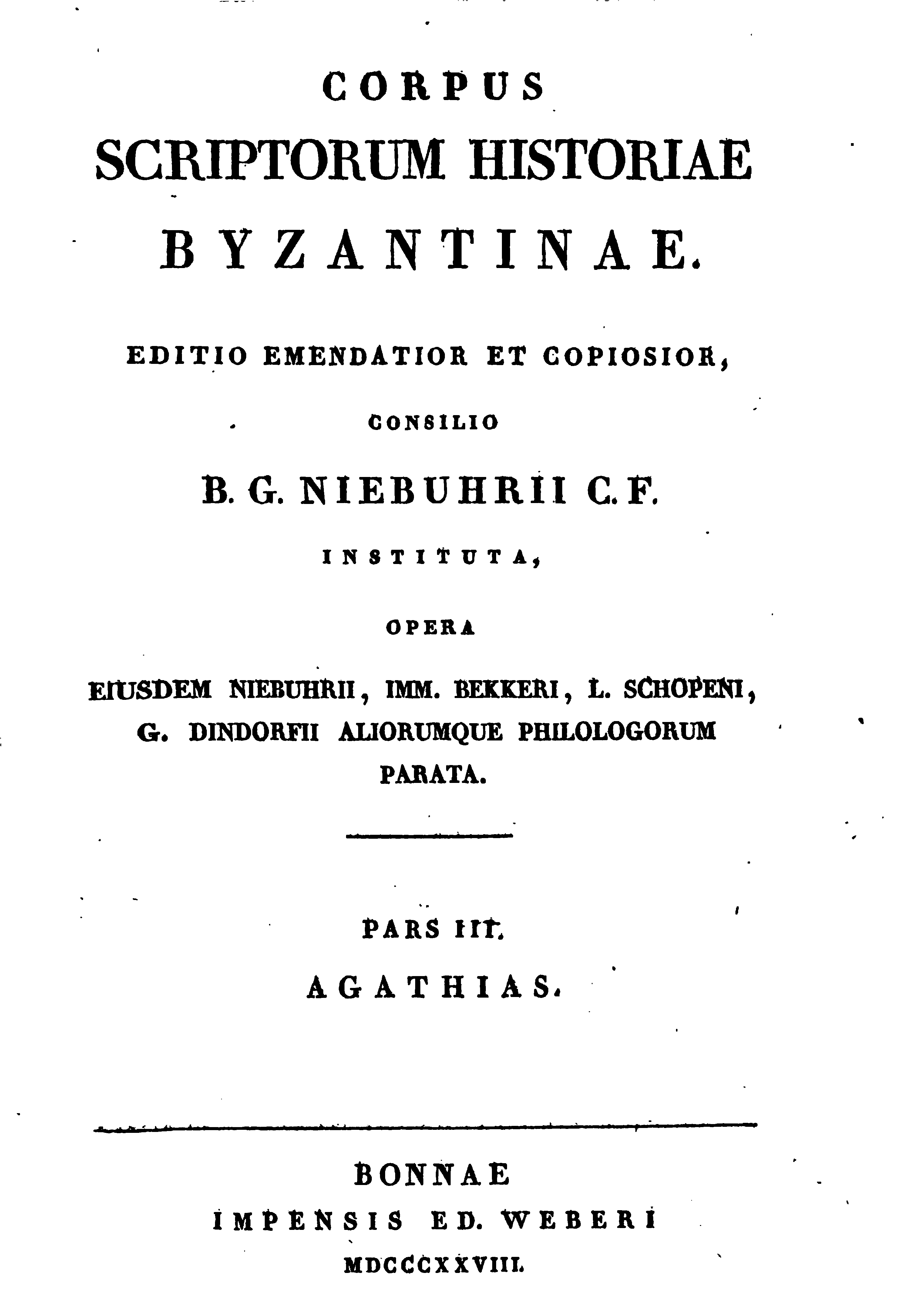

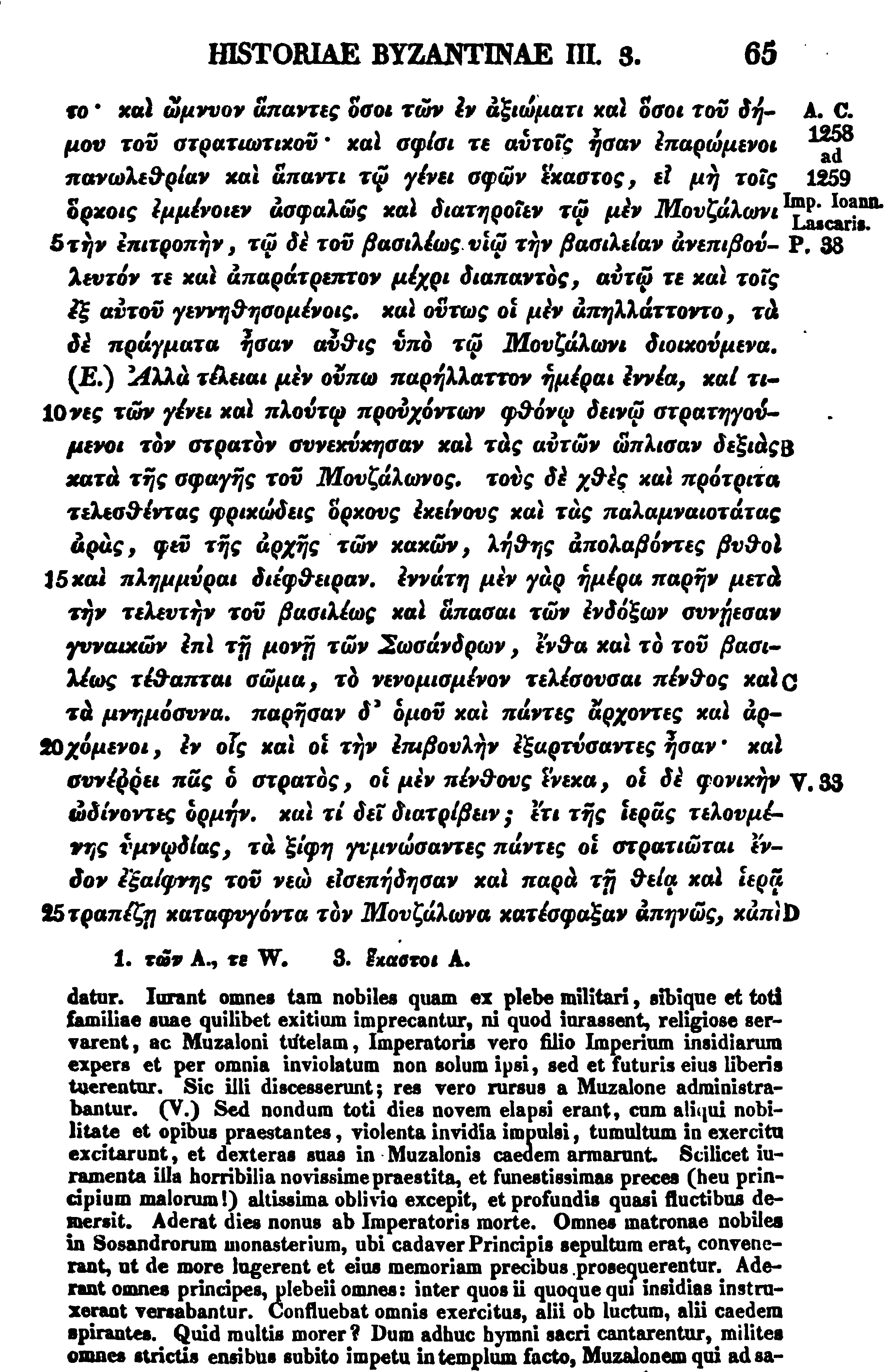
Texto (Nicephorus Gregoras) de CSHB

El Corpus Scriptorum Historiae Byzantinae (CSHB; en español: Corpus de escritores de historia bizantina), también denominado Corpus de Bonn, es una monumental serie de cincuenta volúmenes de fuentes primarias para el estudio de la historia bizantina (c. 330-1453), publicada en la ciudad alemana de Bonn entre 1828 y 1897. Cada volumen contiene una edición crítica de un texto histórico en griego bizantino, acompañada de una traducción paralela en latín. El proyecto, concebido por el historiador Barthold Georg Niebuhr, pretendía revisar y ampliar el original de veinticuatro volúmenes Corpus Byzantinae Historiae (a veces llamado Byzantine du Louvre), publicada en París entre 1648 y 1711 bajo la dirección inicial del erudito jesuita Philippe Labbe. La serie tuvo primero su sede en la Universidad de Bonn; sin embargo, tras la muerte de Niebuhr en 1831, la supervisión del proyecto pasó a su colaborador Immanuel Bekker en la Academia Prusiana de las Ciencias de Berlín.
Aunque el primer volumen de la serie recibió elogios por su "minucioso cuidado y atención" a los detalles textuales, Los volúmenes posteriores producidos bajo Bekker se hicieron infames por sus frecuentes errores de imprenta, su descuidada ejecución y su falta de fiabilidad general. Ante estas carencias, la Asociación Internacional de Estudios Bizantinos creó en 1966 el Corpus Fontium Historiae Byzantinae para reeditar muchos de los textos incluidos en la edición de Bonn de la CSHB.

## Volúmenes
- 1: Agathias, ed. Niebuhr (Bonn, 1828)
- 2: Anna Comneno, ed. Schopen, vol. 1 (Bonn, 1839)
- 3: Anna Comneno, ed. Reifferscheid, vol. 2 (Bonn, 1878)
- 4: Miguel Ataliates, ed. Bekker (Bonn, 1853)
- 5: Ioannes Cantacuzenus, ed. Schopen, vol. 1 (Bonn, 1828)
- 6: Ioannes Cantacuzenus, ed. Schopen, vol. 2 (Bonn, 1831)
- 7: Ioannes Cantacuzenus, ed. Schopen, vol. 3 (Bonn, 1832)
- 8: Georgius Cedrenus, ed. Bekker, vol. 1 (Bonn, 1838)
- 9: Georgius Cedrenus, ed. Bekker, vol. 2 (Bonn, 1839)
- 10: Laonicus Chalcondyles, ed. Bekker (Bonn, 1843)
- 11: Chronicon Paschale, ed. L. Dindorf, vol. 1 (Bonn, 1832)
- 12: Chronicon Paschale, ed. L. Dindorf, vol. 2 (Bonn, 1832)
- 13: Ioannes Cinnamus, Nicephorus Bryennius, ed. Meineke (Bonn, 1836).
- 14: Codinus Curopalates, ed. Bekker (Bonn, 1839)
- 15: Georgius Codinus, ed. Bekker (Bonn, 1843)
- 16: Constantino Porphyrogenitus, ed. J. Reiske, vol. 1 (Bonn, 1829)
- 17: Constantine Porphyrogenitus, ed. J. Reiske, vol. 2 (Bonn, 1830)
- 18: Constantino Porphyrogenitus; Hierocles, ed. Bekker, vol. 3 (Bonn, 1840)
- 19: Dexippus, Eunapius, Petrus Patricius, etc., ed. Bekker y Niebuhr (Bonn, 1829)
- 20: Ducas, ed. Bekker (Bonn, 1834)
- 21: Efraín, ed. Bekker (Bonn, 1840)
- 22: Georgius Syncellus, Nicéforo Cp, ed. L. Dindorf, vol. 1 (Bonn, 1829)
- 23: Georgius Syncellus, Nicephorus Cp, ed. L. Dindorf, vol. 2 (Bonn, 1829)
- 24: Michael Glycas, ed. Bekker (Bonn, 1836)
- 25: Nicéforo Gregoras, ed. Schopen, vol. 1 (Bonn, 1829)
- 26: Nicéforo Gregoras, ed. Schopen, vol. 2 (Bonn, 1830)
- 27: Nicéforo Gregoras, ed. Bekker, vol. 3 (Bonn, 1855)
- 28: Historia Politica et Patriarchica Constantinopoleos; Epirotica, ed. Bekker (Bonn, 1849)
- 29: Ioannes Lydus, ed. Bekker (Bonn, 1837)
- 30: Leo Diaconus, etc., ed. Hase (Bonn, 1828)
- 31: Leo Grammaticus, Eustathius, ed. Bekker (Bonn, 1842)
- 32: Ioannes Malalas, ed. L. Dindorf (Bonn, 1831)
- 33: Constantinus Manasses, Ioel, Georgius Acropolita, ed. Bekker (Bonn, 1837)
- 34: Merobaudes, Corippus, ed. Bekker (Bonn, 1836)
- 35: Nicetas Choniates, ed. Bekker (Bonn, 1835)
- 36: Georgius Pachymeres', ed. Bekker, vol. 1 (Bonn, 1835)
- 37: Georgius Pachymeres, ed. Bekker, vol. 2 (Bonn, 1835)
- 38: Paulus Silentiarius, George Pisida, Nicephorus Cpolitanus, ed. Bekker (Bonn, 1837)
- 39: Georgius Phrantzes, Ioannes Cananus, Ioannes Anagnostes, ed. Bekker (Bonn, 1828)
- 40: Procopio, ed. K. Dindorf, vol. 1 (Bonn, 1833)
- 41: Procopio, ed. K. Dindorf, vol. 2 (Bonn, 1833)
- 42: Procopio, ed. K. Dindorf, vol. 3 (Bonn, 1838)
- 43: Theophanes Confessor, ed. Classen, vol. 1 (Bonn, 1839)
- 44: Theophanes Confessor, ed. Classen, vol. 2; Anastasius, ed. Bekker (Bonn, 1841)
- 45: Theophanes Continuatus, Ioannes Cameniata, Symeon Magister, Georgius Monachus, ed. Bekker (Bonn, 1838)
- 46: Theophylactus Simocatta, ed. Bekker (Bonn, 1834)
- 47: Ioannes Zonaras, ed. Pinder, vol. 1 (Bonn, 1841)
- 48: Ioannes Zonaras, ed. Pinder, vol. 2 (Bonn, 1844)
- 49: Ioannes Zonaras, ed. Büttner-Wobst, vol. 3 (Bonn, 1897)
- 50: Zósimo, ed. Bekker (Bonn, 1837)